# Верх-Туга
Верх-Туга́ (Верхняя Туга) — деревня в Андрейшурском сельском поселении Балезинского района Удмуртии. Центр поселения — село Андрейшур.
Население - 22 человека (2007; 26 в 1961).
Деревня находится на левом берегу речки Туга, левого притока Чепцы.
В деревне имеются одна улица — Родниковая.
ГНИИМБ 	: 1837
Индекс 	: 427520